# Gonocausta
Gonocausta és un gènere d'arnes de la família Crambidae. El gènere va ser descrit per primera vegada per Julius Lederer el 1863.

## Taxonomia
- Gonocausta sabinalis Dyar, 1914
- Gonocausta simulata (Druce, 1902)
- Gonocausta vestigialis Snellen, 1890
- Gonocausta voralis (Schaus, 1920)
- Gonocausta zephyralis Lederer, 1863